# بليس بيري
بليس بيري (بالإنجليزية: Bliss Perry)‏ هو كاتب أمريكي، ولد في 1860، وتوفي في 1954.

## وصلات خارجية
- بليس بيري على موقع الموسوعة البريطانية (الإنجليزية)